# Mónica Fein
Pour les articles homonymes, voir Fein.
Mónica Fein, née le 3 juin 1957 à Luján, est une biochimiste et femme politique argentine, maire de Rosario de 2011 à 2019.

## Biographie
Le 22 mai 2011, elle est nommée par le Front progressiste, civique et social (en) en tant que candidate pour la mairie de Rosario, la troisième plus grande ville d'Argentine. Elle est élue le 24 juillet suivant avec 52,20% des voix, battant le candidat sortant et devenant la première femme socialiste élue maire en Argentine.
En 2019, elle candidate au poste de sénatrice pour la province de Luján.